# Minamiise (Mie)
Minamiise (南伊勢町 Minamiise-chō?) es un pueblo localizado en la prefectura de Mie, Japón. En junio de 2019 tenía una población de 11.386 habitantes y una densidad de población de 47,1 personas por km². Su área total es de 241,89 km².

## Geografía

### Localidades circundantes
- Prefectura de Mie
  - Ise
  - Shima
  - Watarai
  - Taiki

## Demografía
Según datos del censo japonés, la población de Minamiise ha disminuido en los últimos años.
| Año del censo | Población |
| ------------- | --------- |
| 1995          | 19.673    |
| 2000          | 18.235    |
| 2005          | 16.687    |
| 2010          | 14.791    |
| 2015          | 12.788    |